# Хиос
Хиос  (грч. Χίος [], антгрч. Χίος []) је грчко острво. Острво управно чини најважнију општину у оквиру истоименог округа Хиос. Посједује површину величине од 842 km² и има око 50.000 становника (2000).

## Положај
Хиос се налази у близини турске обале и припада егејским острвима а притом и јужним Спорадима. Дужина обале износи 213. km, па је притом Хиос пето по величини острво Грчке. Хиос је дуг 48 km, а ширина му износи од 13 до 24 km.

## Мјеста на острву
Хиос-град или грчки Chios-Chora је име главног мјеста на острву. Хиос-град има отприлике 27.000 становника (2000). Поред овог мјеста, још постојећа мјеста су: Вронтадос - Vrontádos, Кардамила - Kardámyla, Лагада - Lagáda, Волизос - Volissós, Тсимиана - Thymianá, Ненита - Nénita као и Мастикохорја ("Mastichochoria"), Места - Mestá, Пирги Pyrgí и Олимпи - Olýmpi. Важнија мјеста за инострани саобраћај са одговарајућом инфраструктуром су Карфас - Karfás, Аја Ермиони - Agia Ermióni, Коми - Kómi и Еборио - Emporió. Под управу Хиоса рачунају се такође мале сјевероисточне групе острва Инузес - Inoússes и сјеверозападно положено острво Псара - Psará и Антипсара - Antípsara(18 sm).

## Природне одлике
Острво је планинско, а најважнија планина је Пелинео са врхом на 1.297 m н. в., која се налази на северу острва Хиос. Источна обала Хиоса је ниска и плодна, па је погодна за насељавање. Западна обала је каменита и стрма.
Клима у префектури Хиос је у приморским деловима средоземна са топлим и дугим летима и благим и кишовитим зимама. На већим висинама у унутрашњости острва она има нешто ошртију варијанту.

## Историја
Острво Хиос је насељено већ пет миленијума. Археолошке ископине у пећинама Ајос Гале (Agios Gala) датирају из времена 3000 година прије Христа. У близини града Емборио постоје налазишта из времена 2.600-2.000 прије Христа. Први познати краљ на Хиосу називао се Амфиалос (Amphialos) или Амфиклос (Amphiklos), који је на Хиос дошао по једном пророчанству. Касније су се Јоњани из Мале Азије населили на ово острво. Око 700. прије Христа Хиос је био поморска сила и центар културе и трговине. То је било вријеме процвата за острво, а његови становници били су међу најбогатијима у егејском мору. Благостање острва нагло је прекинуто због развлачења персијског царства, које је освојило Хиос 512. п. н. е. Након што су Персијанци побијеђени у биткама код Саламине и Платеје, такође су протјерани властодршци са Хиоса. Острво је за вријеме Делског савеза доживјело свој други процват. Овај период завршио се Пелопонеским ратом, када се острво одваја од Атине и припаја Спарти. Тиме је дошло и вријеме нестабилности. Хиос је тада стварао различите савезе са Атином, Александром великим и Римљанима. У том период центар моћи се помјерио са егејског мора више на копно. Ране године првог миленијума означене су углавном бројним земљотресима. Хиос је од 1304.–29. и од 1346—1566. био колонија Ђеновљана.
Хиос је у раном новом добу био добро ситуирано и становништвом богато острво, које је прије свега било насељено произвођачима мастике. Иако су се становници показали као лојални према Османском царству, приликом грчког рата за независност (1821—1829), Турци су побили велики дио становника. Од 120.000 становника свега 15.000 је успјело побјећи. Они који су остали или су побијени или су пали под ропство (углавном произвођачи мастике). Кад је грчки слободоборац Константинос Канарис нешто касније запалио један турски адмиралски брод, на њему је страдао велики број преосталих заробљених Грка. Овај турски злочин одјекнуо је тада читавом Европом. Позната је слика „Масакр на Хиосу“ од Ежен Делакроа (Eugene Delacroix) (слика десно). 1881. године један земљотрес уништио је оно шта је преостало на острву. Тек 1911. до 1913. године Грци су поново населили ово острво.

## Становништво
Главно становништво префектуре Хиос су Грци. Такође, 97% становништва живи на острву Хиосу. Број становника префектуре би био много већи да током 20. века није било великог исељавања у веће градове у земљи и иностранству.
Доминира градско становништво. Град Хиос је једини већи град у префектури.

## Привреда
Префектура Хиос је због близине копна богатије водом од већине Егејских острва. Посебно је то значајно на нижем и равнијем југу острва, где постоје бројна обрадива поља. Поред маслиновог уља и вина Хиос је прије свега познат кроз производњу мастике, а посебно у јужним дијеловима  (Mastichochoria ). Ту и у околини „мастикиних села“ Пиргија (Pyrgi), Месте (Mestá) и Олимпије (Olympia), расту одређене зимзелене стабљике мастике које посједују веома квалитетну природну смолу. Жетва траје од августа до краја октобра. Смолу, која се добија зарезивањем мастикиних стабљика, жене пажљиво одвајају и чисте пинцетама. Смола се касније, између осталог, користи за производњу уза (Ouzo), жвакаћих гума и слаткиша.
Последњих деценија нагло се развија туризам, нарочито око града Хиоса.

## Легенда и истина
У селу Питиос Pitios  наводно је рођен пјесник Хомер. Међутим многа мјеста у грчкој приписују себи ову привилегију. Са Хиоса највјероватније потичу предсократски филозофи Јон са Хиоса и Метродорос са Хиоса.

## Општине
| Општина       | YPES-број | Сједиште      | Поштански број | Позивни број   |
| ------------- | --------- | ------------- | -------------- | -------------- |
| Аја Параскеви | 3501      | Аја Параскеви | 811 02         | 22520-3        |
| Ајас Мимас    | 5401      | Тсимиано Хиу  | 821 00         | 22730-3        |
| Амани         | 5402      | Волизос       | 821 03         | 22740-2        |
| Хиос          | 5409      | Хиос          | 821 00         | 22710-2 кроз 4 |
| Инузес        | 5407      | Инузес        | 821 03         | 22710-52       |
| Јонија        | 5403      | Калимасја     | 821 00         | 22710-5 кроз 6 |
| Кампохора     | 5404      | Кампохора     | 821 00         | 22710-8        |
| Кардамила     | 5405      | Кардамила     | 823 00         | 22720-2        |
| Мастихохори   | 5406      | Пирги         | 821 02         | 22710-7        |
| Омируполи     | 5408      | Вронтадос     | 822 00         | 22710-9        |
| Псара         | 5410      | Псара         | 821 04         | 22740-6        |

- Види још: Општине префектуре Хиос

## Личности
- Јоргос Дилвис
- Никос Јалурис
- Димитрис Варос
- Матеос Мундес

На Хиосу су рођени:
- Хипократ са Хиоса, грчки астроном и математичар
- Андреас Папандреу, грчки премијер
- Микис Теодоракис, грчки композитор и политичар
- Теопомпос, грчки писац историје
- Диодор Јерусалимски, јерусалимски патријарх (1981—2000)